# Johnny Mercer (homme politique)
Pour les articles homonymes, voir Mercer.
John Luther Mercer, dit Johnny Mercer, né le 17 août 1981 à Dartford, est un homme politique britannique, ancien officier de l'armée et auteur, membre du Parti conservateur.
Il est député de Plymouth Moor View de 2015 à 2024. 
En 2019, il est nommé ministre au ministère de la Défense dans le gouvernement dirigé par Boris Johnson. Il quitte son poste en avril 2021. Il le redevient comme ministre d'État de juillet 2022 à juillet 2024.

## Jeunesse et carrière
John Mercer est né à Dartford le 17 août 1981. Fils d'un banquier et d'une infirmière, il grandit dans une famille baptiste avec sept frères et sœurs. Entre 1995 et 2000, il fait ses études au Eastbourne College, une école indépendante mixte à Eastbourne dans le Sussex de l'Est. Après avoir terminé ses études, il travaille comme stagiaire dans la ville de Londres au lieu d'aller à l'université, à la suite d'une offre d'un parent d'un ami.

## Carrière militaire
Il entre dans l'armée comme sous-lieutenant dans l'Artillerie royale après avoir obtenu son diplôme de l'Académie royale militaire de Sandhurst en juin 2003 et est promu lieutenant en avril 2005. Il passe le cours All Arms Commando et sert principalement avec le 29th Commando Regiment Royal Artillery et le 3rd Regiment Royal Horse Artillery. Il fait trois voyages en Afghanistan comme officier de liaison et de formation avec les forces afghanes ; attaché à une unité des forces spéciales ; et en tant que coordonnateur des frappes d'artillerie et aériennes à l'appui des opérations au sol. Il prend sa retraite du service militaire en décembre 2013 avec le grade de capitaine. 
Deux ans après être devenu député, en juin 2017, Mercer publie We Were Warriors: One Soldier's Story of Brutal Combat, sur son éducation et son service militaire, en particulier son séjour en Afghanistan. 

## Carrière politique
Mercer déclare publiquement qu'il n'a pas été politiquement actif dans sa jeunesse et la première fois qu'il a voté était pour lui-même lors de sa première candidature. Il dit qu'il est entré en politique en vue d'améliorer le sort des anciens combattants et estime qu'il est conservateur parce qu'il considère un "État providence massif qui sape l'ambition et la motivation d'une jeune génération" comme un problème. Après avoir contacté l'ancien député conservateur militaire Bob Stewart, il est sélectionné comme candidat du Parti conservateur pour Plymouth Moor View deux mois après avoir quitté l'armée en février 2014. 
Il est élu pour la première fois à la Chambre des communes comme député de Plymouth Moor View lors des Élections générales britanniques de 2015, battant le député travailliste sortant, Alison Seabeck. Il prononce son premier discours à la Chambre des communes le 1er juin 2015, décrivant ses « principales missions » au Parlement pour améliorer les soins de santé mentale et le soutien aux anciens combattants. 
Il est opposé au Brexit avant le Référendum sur l'appartenance du Royaume-Uni à l'Union européenne, bien qu'il affirme que le résultat devrait être respecté. Il est réélu avec une majorité accrue lors de l'élection générale de 2017, et il se concentre sur la situation des anciens combattants.  
Dans une interview accordée au magazine The House en octobre 2018, Mercer suggère que ses valeurs ne correspondent plus à la direction actuelle du parti conservateur et déclare qu'il n'y aurait "absolument aucune chance" qu'il se présente comme candidat du parti à ce moment-là. 
À la Chambre des communes, il siège au Comité de la défense, au Sous-comité de la défense et au Comité de la santé et des soins sociaux. 
Le 8 mai 2019, Mercer annonce qu'il ne soutiendrait plus le programme législatif du gouvernement tant qu'il n'aurait pas mis fin au système de poursuite des allégations historiques contre les soldats britanniques, en particulier en ce qui concerne les actions pendant la présence de l'armée britannique en Irlande du Nord lors des troubles du dernier tiers du XXe siècle. 
Il est l'un des premiers partisans de Boris Johnson lors des élections à la direction du Parti conservateur en 2019. Il estime que "Boris est l'homme du moment" et qu'il est capable d'obtenir un meilleur accord sur le Brexit pour le Royaume-Uni. Le 28 juillet 2019, Il est nommé ministre de la Défense et des Anciens combattants au sein du gouvernement de Johnson. Il est responsable du personnel des forces armées et du bien-être des vétérans. Mercer est également chargé par le Premier ministre de se concentrer sur la fin de la poursuite légale des anciens militaires, en particulier ceux qui avaient servi pendant le Conflit nord-irlandais. 
Mercer est réélu aux élections générales de 2019, avec une majorité de 13000 voix. Il démissionne de son poste de ministre des vétérans le 20 avril 2021 en soutien à deux anciens soldats accusés du meurtre du volontaire républicain irlandais Joe McCann en 1972.

## Vie privée
Il est marié à Felicity et ils ont deux enfants. La famille vit dans un petit village au bord de Bodmin Moor, en Cornouailles. Lors d'une excursion en bateau d'été en 2016, il sauve la vie de son collègue député conservateur Scott Mann, qui est tombé à l'eau après avoir eu "honte d'admettre" qu'il ne savait pas nager,. 